# Library of Congress Control Number

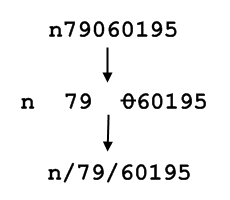
Pequeña guía para formatear el Número de control de la Biblioteca del Congreso (LCCN)

El Library of Congress Control Number (en castellano, ‘número de control de la Biblioteca del Congreso’), abreviado LCCN, es un sistema basado en números de serie para numerar los registros de catálogo de la Biblioteca del Congreso de Estados Unidos. Este sistema de numeración ha estado en uso desde 1898. No tiene relación alguna con los contenidos de los libros, y no debe confundirse con la Clasificación de la Biblioteca del Congreso (LCC).
El acrónimo LCCN aludía originalmente a Library of Congress Card Number (‘número de tarjeta de la Biblioteca del Congreso’), ya que la Biblioteca del Congreso preparaba tarjetas de información bibliográfica para su catálogo y vendía conjuntos duplicados de las tarjetas a otras bibliotecas para usarlos en sus catálogos. Esta costumbre se conocía como catalogación centralizada. A cada conjunto de tarjetas se daba un número de serie para facilitar su identificación. Como la mayoría de la información bibliográfica se crea, almacena y comparte actualmente de forma digital, sigue existiendo la necesidad de identificar unívocamente cada registro, realizando aún el LCCN esta función.
En su forma más elemental el número incluye un año y un número de serie. Al año tiene dos dígitos desde 1898 a 2000, y cuatro dígitos a partir de 2001. Los tres años ambiguos se distinguen por la longitud del número de serie. Hay también algunas peculiaridades con los números que empiezan por un «7» debido a un experimento fallido llevado a cabo entre 1969 y 1972.
Los números de serie tienen seis dígitos y deben incluir ceros a la izquierda. El guion que a menudo separa el año y el número de serie es opcional. Más recientemente, la Biblioteca del Congreso ha indicado a los editores que no lo incluyan.
Los bibliotecarios de todo el mundo usan este identificador unívoco en el proceso de catalogar la mayoría de los libros que han sido publicados en los Estados Unidos. Esto les ayuda a corregir los datos de catalogación (conocidos como registro de catálogo), que la Biblioteca del Congreso y terceros ponen a disposición en la web y por otros medios.
En febrero de 2008, la Biblioteca del Congreso creó el servicio de enlace permanente LCCN, que proporciona una URL estable para todos los números de control de la Biblioteca del Congreso.